# Un angelo blu/Nella terra dei sogni
Un angelo blu/Nella terra dei sogni è un singolo dell'Equipe 84 pubblicato in Italia nel 1968.

## Descrizione
Un angelo blu è la cover con testo in italiano di I Can't Let Maggie Go del gruppo inglese Honeybus; il testo in italiano è di Mogol.
Il brano degli Honeybus in Inghilterra era entrato nella Top 10;.
Nella terra dei sogni è la cover di Land of make believe degli Easybeats.
Entrambi i brani furono inclusi nell'album Stereoequipe.

## Tracce
Lato A
1. Un angelo blu (testo: Mogol – musica: Brian Dello)

Lato B
1. Nella terra dei sogni (testo: Maurizio Vandelli – musica: Harry Vanda, George Young)

## Formazione
- Maurizio Vandelli: voce solista, chitarra, tastiere
- Victor Sogliani: voce, basso
- Alfio Cantarella: batteria
- Franco Ceccarelli: voce, chitarra